# 금병매 (영화)
금병매(金甁梅, The Forbidden Legend Sex & Chopsticks)는 홍콩에서 제작된 첸원치 감독의 2008년 에로, 드라마 영화이다. 린웨이젠 등이 주연으로 출연하였고 첸원치 등이 제작에 참여하였다.

## 출연

### 주연
- 린웨이젠
- 와카나 히카루
- 하야카와 세리나
- 우에하라 카에라
- 모리카와 유이
- 양민의

### 조연
- 량줘만
- 탄간충
- 서소강
- 오지웅
- 양룽롄

## 제작진
- 프로듀서: 나가인
- 프로듀서: 채가걸
- 프로듀서: 장계평
- 조명: 엽백영
- 조감독: 진준
- 조감독: 증소정
- 녹음: 여지웅
- 음향편집: 여지웅
- 미술: 하검웅
- 소품: 구호균
- 특수시각효과: 레오 로
- 특수효과: 아주전기유한공사
- 특수효과: 탁벽여
- 특수효과: 이준화
- 분장: 진수하
- 헤어: 양순명
- 의상: 장팡디